# Силяновска къща
Къщата на Васил Силяновски е е архитектурна забележителност в град София, България. 

## Местоположение
Намира на ъгъла на улиците „Мургаш“ и „Шейново“  № 18.

## История
Представлява триетажна постройка в ренесансов стил от периода 1890 – 1900 година. Построена е по поръчка на инженер Васил Силяновски, по-късно генерал-майор от военно-инженерното ведомство, произхождащ от голямата фамилия Силяновски от Крушево. В нея той живее със съпругата си Ася Силяновска и двете си деца Константин Силяновски и Татяна Силяновска-Димитрова.
Къщата на Васил Силяновски дълги години не е използвана като жилище. Подарена е на Студентския съюз за общежитие. По-късно се ползва от Софжилфонд, семейства са настанени и в сутерена. Към 2024 година помещенията в сутерена са запечатани и само първият етаж на сградата е обитаван.
Обявена е за паметник на културата в 1978 година. В регистъра на НИНКН от 1988 година е вписана като „Жилищна сграда, бивша на Силяновски и Г. Аврамов“. На 18 август 2005 година е свалена от регистъра на паметниците на културата.